# Giovanni Battista Tommasi
Pour les articles homonymes, voir Tommasi.
 (novembre 2012).
Si vous disposez d'ouvrages ou d'articles de référence ou si vous connaissez des sites web de qualité traitant du thème abordé ici, merci de compléter l'article en donnant les références utiles à sa vérifiabilité et en les liant à la section « Notes et références ».
Giovanni Battista Tommasi, né le 6 octobre 1731 à Cortone, en Toscane, Italie et mort à Catane en Sicile le 13 juin 1805, est le 73e grand maître de l'ordre souverain militaire jerosolymitain de Malte de 1803 à 1805, dit depuis 1961 ordre souverain militaire et hospitalier de Saint-Jean de Jérusalem, de Rhodes et de Malte.

## Contexte historique
En 1798, Napoléon Ier, occupe l'île de Malte, le grand maître Ferdinand de Hompesch abdique. Les Hospitaliers contraints de quitter l'île se dispersent en Europe. Une partie importante de l'Ordre se regroupe en Russie et choisit comme grand maître le tsar Paul Ier de Russie. Le pape ne reconnait pas cette nomination, estimant qu'un chrétien orthodoxe, marié, n'ayant jamais appartenu à l'Ordre, ne peut en assurer la direction. 
À la mort de Paul Ier, son fils Alexandre Ier de Russie ne souhaite pas prolonger cette situation irrégulière et refuse la grande maîtrise. L'Ordre étant dispersé, il n'est pas possible de réunir un chapitre général, c'est Nikolaï Saltykov qui en prend la tête comme lieutenant du grand magistère. Chaque prieuré propose un candidat et, le 11 mars 1803, le pape choisit pour grand maître un de ces candidats, Giovanni Battista Tommasi.

## Biographie
Giovanni Battista Tommasi naquit à Crotone, le 6 octobre 1731. 
Il est envoyé à Malte à l'âge de 12 ans comme page du grand maitre Manoel Pinto da Fonseca. À la fin de son service, il fait ses « caravanes sur mer » pour devenir chevalier de l'Ordre. Il est alors remarqué comme un des meilleurs marins de l'Ordre. Comme bailli et pilier de la langue d'Italie il accède au responsabilité de grand amiral de la marine de Malte. Il entre dans le Grand Conseil, et est progressivement chargé d'emplois importants dans l'administration de l'Ordre.
À la mort du bailli Mazei, en 1784, le grand-duc de Toscane Léopold, le nomme ministre auprès du grand maître de l'Ordre.
Une expédition aux ordres de Bonaparte s'étant emparée de Malte, l'empereur de Russie, Paul Ier, comme protecteur de l'Ordre, s'empare du titre de grand maitre ; après la conquête de l'île de Malte par les Anglais et parce que le fils de Paul, Alexandre Ier, beaucoup moins intéressé que son père par les ordres de chevalerie, ne souhaite pas prolonger une situation jugée par tous comme irrégulière, refuse la grande maîtrise et nomme un lieutenant ad interim Nikolaï Saltykov. 
Dans ce contexte, la désignation du grand maitre est déférée pour cette unique fois au Saint-Siège, sur présentation des prieurés encore en activité de l'Ordre. Ainsi, le pape Pie VII nomme au mois de septembre 1802, le bailli Bartolomeo Ruspoli, prince romain, né en 1754, qui a été général des galères de l'Ordre pendant quatre ans. Le bailli Ruspoli qui se trouvait alors en Écosse, décline l'offre. 
Une seconde fois le pape désigne le bailli Tommasi, le 9 février 1803, sur recommandation du roi de Naples et de l'empereur de Russie. 
Giovanni Battista Tommasi, envoya immédiatement un fondé de pouvoir, le commandeur de Bussy à Malte, pour réclamer l'évacuation de l'île par les Anglais, en fondant cette requête sur l'article 10 du traité d'Amiens. 
Il demande en particulier la cession du palais magistral. Le premier commissaire civil (gouverneur) britannique, Alexander Ball, répondit de façon toute diplomatique le 2 mars 1803 (peu de temps avant la rupture du traité de paix, le 18 mai 1803, par le retour au pouvoir de William Pitt le Jeune), que le retard de quelques puissances à reconnaître l'indépendance de Malte autorisait l'Angleterre à garder cette île en dépôt. En outre, il précisa que le palais magistral, occupé par les dignitaires anglais, ne pouvait être libéré. Il reconnut que le grand maître de l'Ordre aurait pu s'installer au palais Verdala mais que dans la mesure où ce palais n'était pas meublé, il lui semblait utile de suggérer au nouveau grand maître de ne pas venir à Malte et de s'installer provisoirement en Sicile.
Giovanni Battista Tommasi, convoque un Sacré Conseil dans l'église de l'Ordre à Messine, le 27 juin 1803. Après lecture de la bulle pontificale traitant de son élection à la grande maîtrise, il engage les présents à la concorde en vue d'assurer à l'Ordre son existence et ses anciens statuts. 
Le grand maitre installe sa résidence à Catane en Sicile où se forme la chancellerie de l'Ordre. Le couvent des Augustins est mis à leur disposition. Le grand maître Tommasi habite un palais voisin où il meurt le 13 juin 1805, à 74 ans, après avoir désigné pour lieutenant le bailli  Innico Maria Guevara-Suardo. Celui-ci est confirmé par le pape et par le Sacré Conseil de l'Ordre dans ses fonctions de lieutenant du magistère, qu'il exercera jusqu'à sa mort le 15 avril 1814. Il ne sera pas désigné de nouveau grand maître avant 1879 où sera élu Giovanni Battista Ceschi a Santa Croce.
Fra Giovanni Battista Tommasi est commémoré dans la cathédrale de Catane où il est inhumé ainsi que dans celle de Cortone, dans laquelle un cénotaphe à sa mémoire a été édifié. Le musée de Cortone regroupe divers objets lui ayant appartenu.